# Escalada de grandes paredes

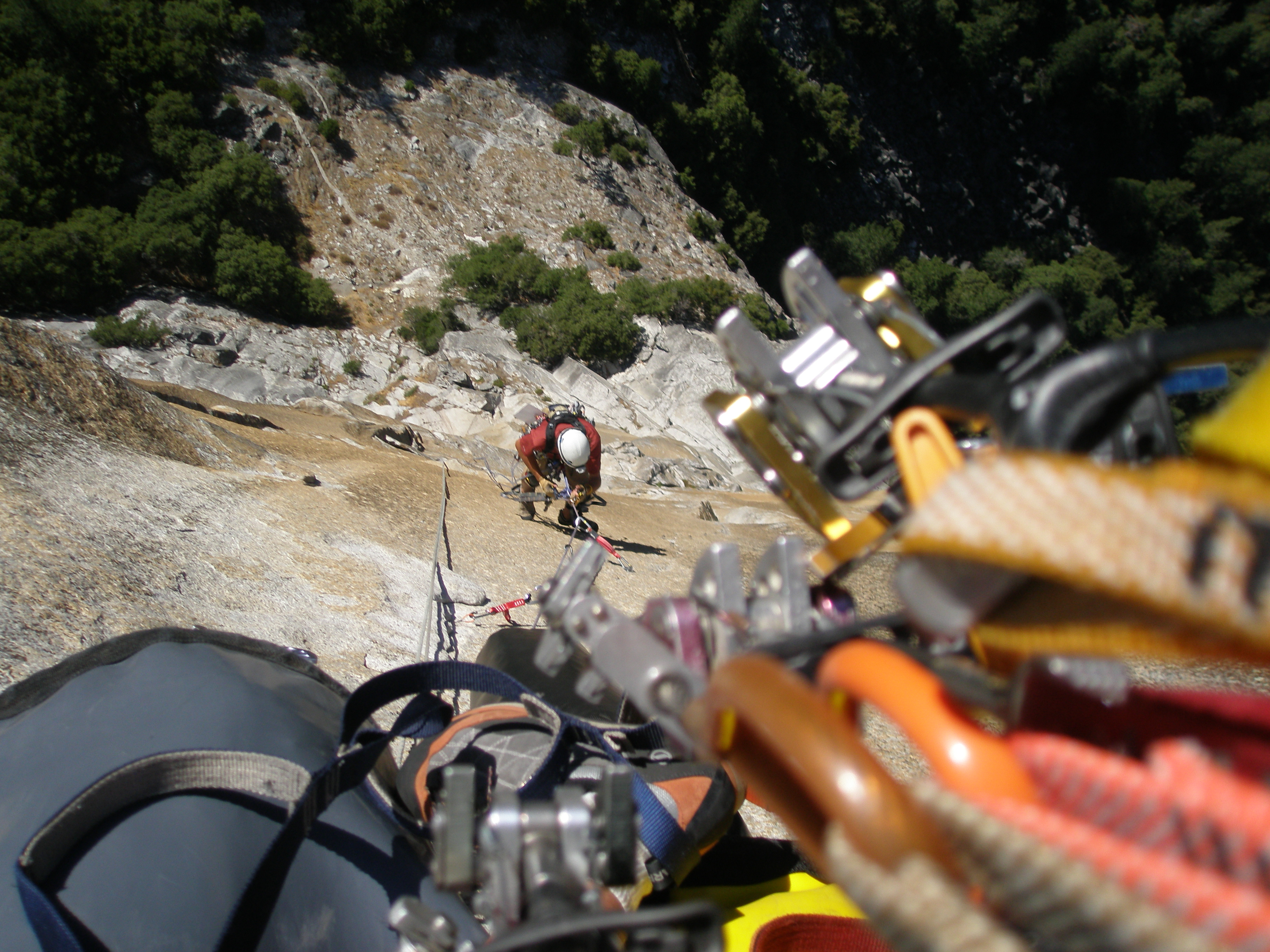
Un escalador se acerca al aseguramiento en una ruta de gran pared en el Valle de Yosemite

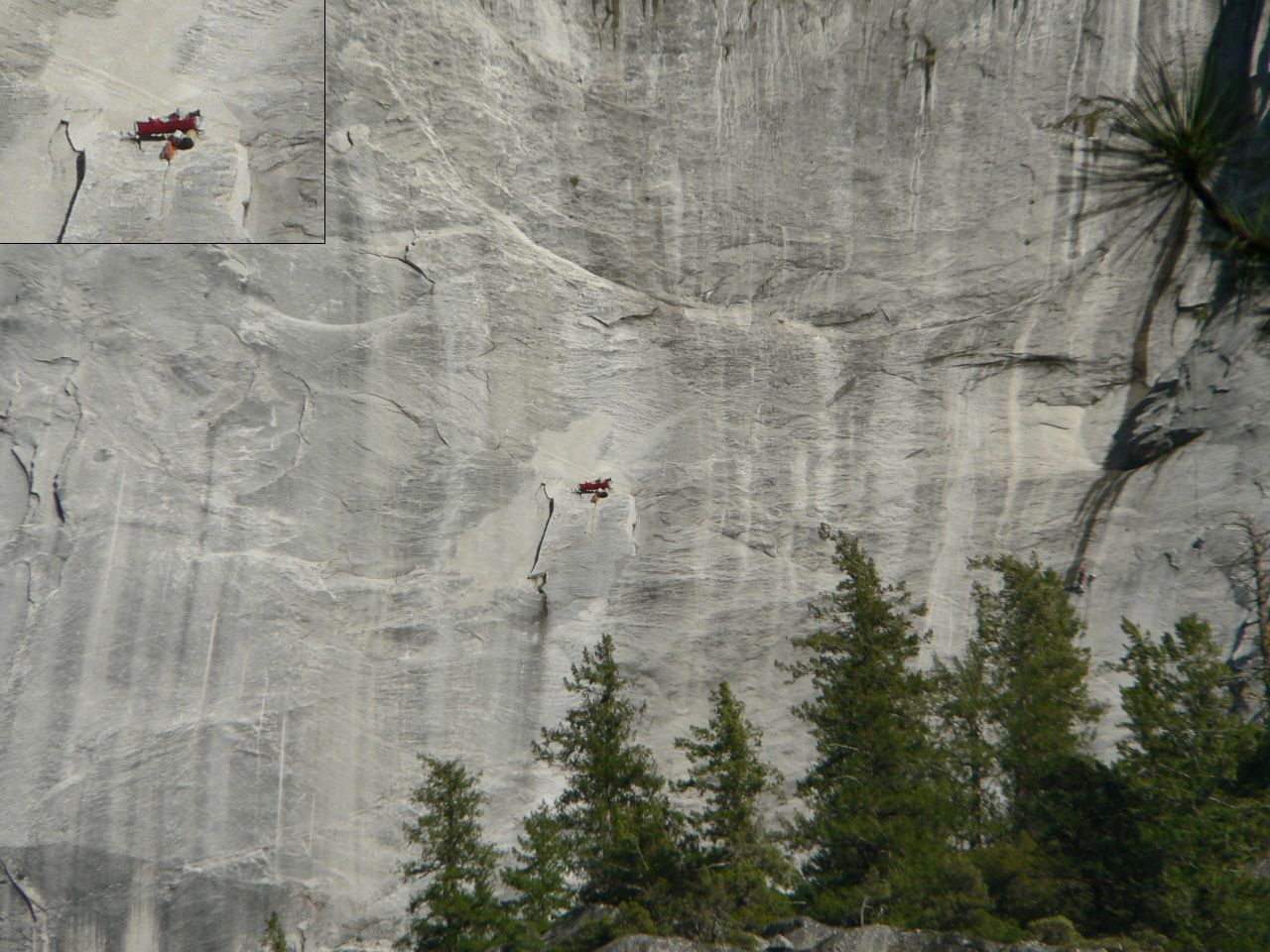
Un bivouac de escalada en roca en Yosemite.

La escalada de grandes paredes es un tipo de escalada en roca en la que se sube un largo camino de varios trechos, por lo que el ascenso normalmente requiere más de un solo día. Las rutas de pared grande requieren el equipo de escalada para vivir en la ruta a menudo utilizando portaledges y transportando equipo. Se practica en paredes con más de 450 metros de alto con caras verticales, con pocas salientes y pequeñas grietas.

## Historia
A inicios del siglo XX, los escaladores ascendían grandes caras de rocas en los Dolomitas y los Alpes europeos empleando tácticas libres y escalada artificial para crear ascensos llamativos. Sin embargo, las escarpadas paredes estaban esperando para ser escaladas por las futuras generaciones con mejores herramientas y métodos.
En la primera década del siglo XX, muchas naciones contaban con unidades especializadas en el ejército que habían desarrollado las habilidades de escalada de pared para poder ingresar por sorpresa en fortificaciones enemigas escalando paredes de estas últimas. Por ejemplo a inicios de 1900 la unidad del ejército estadounidense, Filipino Scouts, compuesto por filipinos enlistados y oficiales norteamericanos demostraron sus habilidades especializadas trepando por las paredes escarpadas de una fortificación de la época española en Manila.
El buen tiempo y la calidad de la  roca del Yosemite, supuso en los 50 que California se instituyera como la meca de este tipo de escalada, contando con Royal Robbins como primer pionero. Más tarde The Nose en el Capitán por Warren Harding. A diferencia de las técnicas rápidas y de autosuficiencia de  Robbins, Harding apostó cuerdas fijas que ayudaban a los escaladores en las anchas fisuras de The Nose. Interminables largos sin apenas agarres, se superaban con el uso de buriles de expansión. Tres años más tarde, El Cap fue escalado una pared que muchos consideraban imposible de escalar.